# Avis (autoverhuur)

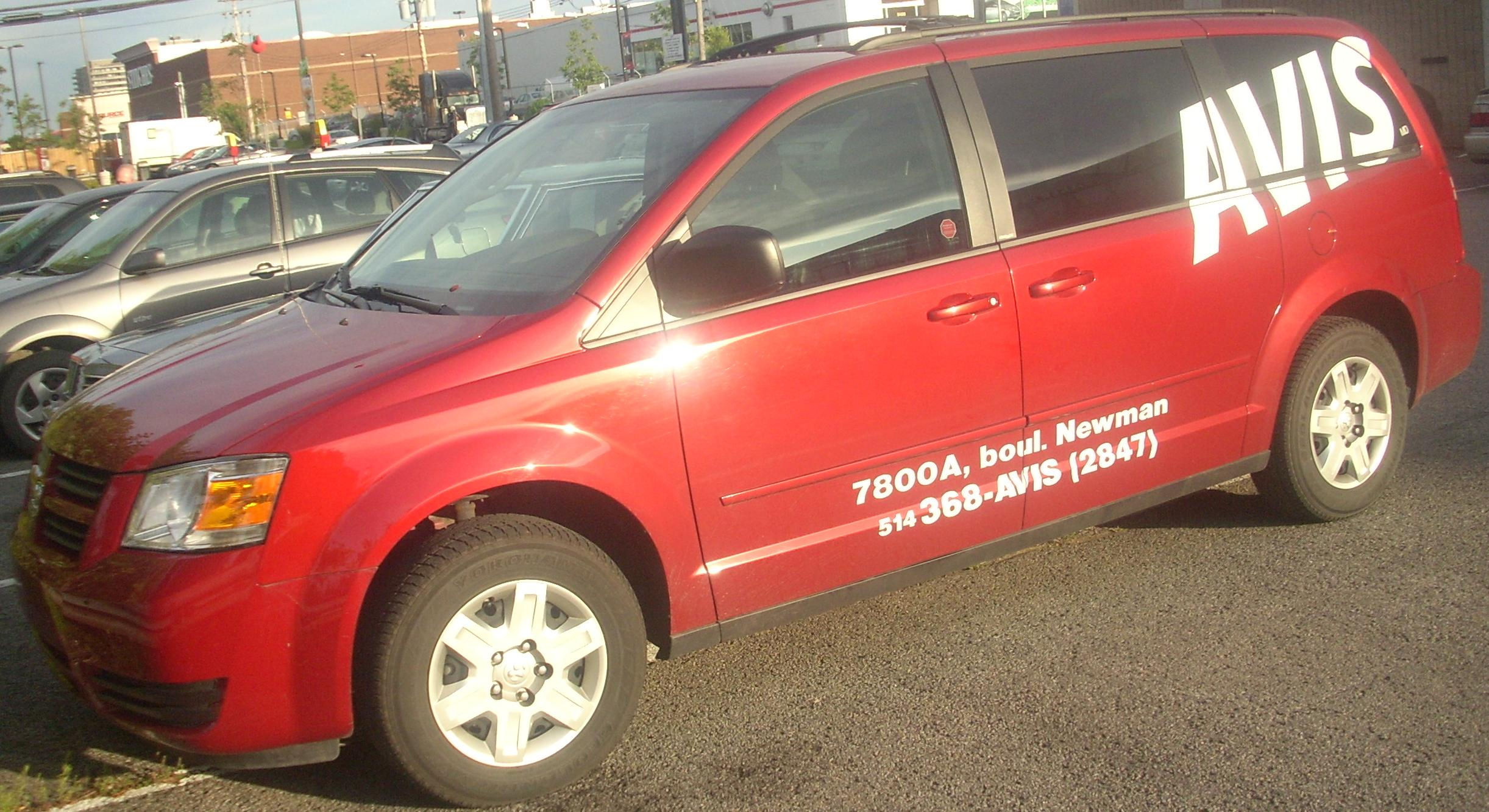
Een Dodge Grand Caravan van Avis.

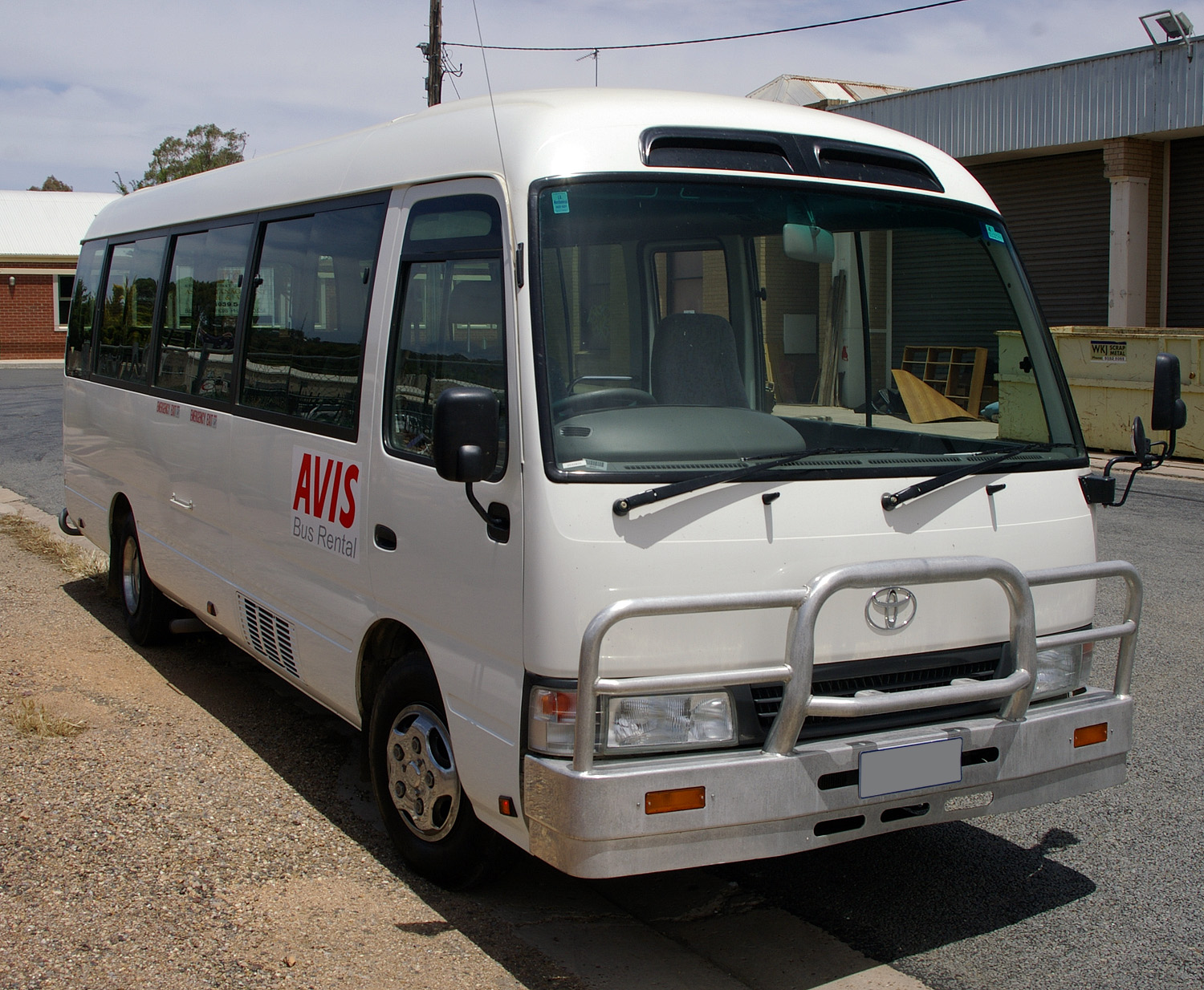
Toyota Coaster van Avis.

Avis is een internationaal autoverhuurbedrijf uit de Verenigde Staten. Het hoofdkantoor is gevestigd in Parsippany, New Jersey.

## Activiteiten
Avis vormt een onderdeel van het beursgenoteerde bedrijf Avis Budget Group. Hiervan maakt ook Budget autoverhuurbedrijf deel uit.
De Avis Budget Group exploiteert Avis in Noord-Amerika, Latijns-Amerika, de Caraïben, India, Australië en Nieuw-Zeeland. In andere delen van de wereld wordt Avis geëxploiteerd door Avis Europe, een afzonderlijk deel van de groep. Avis heeft wereldwijd meer dan 5400 vestigingen en met een omzet van US$ 5,3 miljard in 2019 is het een van de grootste autoverhuurbedrijven ter wereld.

## Geschiedenis
Het bedrijf werd opgericht in 1946 met drie auto's op Willow Run Airport in Ypsilanti door Warren Avis (1915-2007). In de jaren erna werden overal in de Verenigde Staten filialen gevestigd en in 1953 was Avis het op een na grootste autoverhuurbedrijf in het land. Op de tiende verjaardag van het bedrijf in 1956 werden de eerste internationale filialen in Canada, Europa en Mexico geopend.
Het bedrijfsmotto van Avis luidt "We try harder". Het werd officieel ingevoerd in 1962.
In 1986 werd Avis gesplitst in een Europees en een Amerikaans onderdeel. Avis Europe werd actief in Europa, Afrika, het Midden-Oosten en Azië. Het Belgische D'Ieteren kreeg in 1987 een aandelenbelang in Avis Europe en na verdere aankopen werden ze twee jaar later controlerend aandeelhouder. Sinds 2002 had de Belgische onderneming 59,6% van de aandelen.
In 2002 werd het failliete autoverhuurbedrijf Budget gekocht. De moedermaatschappij van Avis, Cendant, heeft dit onderdeel gevoegd bij Avis Rent A Car en de twee gingen samen verder als Avis Budget. Na de overname was dit de nummer twee in de Amerikaanse autoverhuurmarkt na Enterprise Rent-a-Car maar voor Hertz Corp.
Medio 2011 werd bekend dat Avis Budget heel Avis Europe gaat overnemen voor 719 miljoen euro. Na de overname had Avis Budget een omzet van 7 miljard dollar per jaar.